# 仁川公設運動場棒球場
仁川公設運動場棒球場（韓語：인천공설운동장야구장），又稱崇義棒球場（숭의야구장），是韓國的一座棒球場，位於仁川廣域市，於1934年落成，2008年9月拆除。過去曾經是韓國職棒主要的比賽場地之一，現代獨角獸隊與SK飛龍隊都曾以此球場做為主場，原址現已改建成仁川足球場。

## 設施簡介
左右外野僅91公尺（約299英呎），是非常小的棒球場，球場護網高達4.8公尺，座位大約12,000席，原本採用天然草皮，直到現代獨角獸在1996年接手原本的太平洋海豚後，才改用人工草皮，該球場也因韓國成功申辦2014年亞洲運動會，因此於2008年拆除，改建為仁川足球場在2012年完工啟用。

## 重要賽事
- 韓國職棒首戰：1982年7月17日：三美巨星隊出戰MBC青龍隊
- 國際賽事：1982年世界盃棒球賽
- 韓國職棒全明星賽：1984年

## 交通
- 首都圈電鐵1號線的京仁線桃源站出站後即可抵達（現為仁川足球場）。

## 外部連結
- 仁川公設運動場棒球場在台灣棒球維基館上的頁面（繁體中文）